# Nick Petford
Nick Petford, né le 27 mai 1961 à Londres en Angleterre, est vice-chancelier de l'Université de Northampton,. Auparavant, il était vice-chancelier de l'Université de Bournemouth et professeur de sciences de la Terre et des planètes à l'Université de Kingston,,. Ses domaines d'expertise sont les systèmes magmatiques et la volcanologie,,,,.

## Jeunesse et Formation
Petford a grandi dans le nord de Londres et à Hillingdon, avant de déménager dans le quartier Hiltingbury de Chandlers Ford où il est allé à la Mountbatten School près de Southampton. Petford a d'abord suivi une formation d'ingénieur en réfrigération au Eastleigh Technical College (en) en 1977 et a travaillé dans le commerce de détail, notamment à Liberty à Regent Street, avant d'obtenir un dîplôme en sciences du Southwark College, une licence en géologie de la Goldsmiths, University of London (1984-1987) et un Phd de l'Université de Liverpool en 1991 et un Doctorat en sciences en 2009. Il est ancien boursier de recherche de la Royal Society University et membre du Churchill College de l'Université de Cambridge y ayant obtenu une maîtrise en géologie. Il est diplômé de la Harvard Business School.

## Carrière
Petford est apparu dans des émissions télévisées et documentaires en tant que vulcanologue comme sur Sky News, la BBC ou la National Geographic. En 2005, la BBC a présenté le travail de son équipe de recherche dans le documentaire Krakatoa Revealed,. Au cours de l'Éruption de l'Eyjafjöll en 2010, il a présenté le documentaire de la channel 4 intitulé Le volcan qui a arrêté la Grande-Bretagne. Il est membre de la Geological Society of London, de l'American Geophysical Union, du Chartered Institute of Marketing, et a été vice-président de la Société minéralogique de Grande-Bretagne et d'Irlande (en) (2002-2004). Il a occupé des postes de chercheur invité dans les à l'Université du Michigan et l'Université du Vermont aux États-Unis; à la NASA; à l'Université Macquarie en Australie et à l'Open University.

### Vie privée
Il est marié et père de trois enfants. En 1977, Petford a co-fondé Strate Jacket, le premier groupe punk de Southampton,. Au début des années 1980, il a contribué aux bandes «Stick it in your ear» de Geoff Wall et a joué avec les Afghan Rebels de Lewisham.